# Sermo
Il Sermo costituisce il tentativo di José Soares da Silva di ristabilire una continuità del latino volgare come lingua franca semplificata nell'ortografia e nella pronuncia e con regole facili da apprendere.
L'iniziativa, leggibile come una ramificazione del progetto dell'Interlingua si pone come obiettivo la costruzione di un linguaggio "naturale" comprensibile facilmente dai parlanti lingue romanze per facilitare gli scambi all'interno dell'Unione europea.
Il nome deriva da "sermo vulgaris", il latino imposto ai popoli vinti dai romani.
Esistevano due tipi di latino: il latino volgare (sermo vulgaris, rusticus, plebeius) ed il latino classico (sermo litterarius, eruditus, urbanus). Il latino volgare era per lo più parlato. Era la lingua usata quotidianamente dagli analfabeti della regione centrale dell'attuale Italia e delle province: soldati, marinai, artigiani, agricoltori, barbieri, schiavi, ecc. Era la lingua colloquiale, viva, soggetta a frequenti alterazioni. Presentava diverse variazioni. Il latino classico invece era la lingua parlata e scritta, pura, artificiale, rigida, era lo strumento letterario usato dai grandi poeti, scrittori, filosofi, retori.

## Esempio
La Ture de Babel (Genesis 11:1-9)
1. E estava tota la tera de una mesma lingua e de uno mesmo parlar.
2. E adveniva que, partendo ilos desde oriente, trovavan una val in la tera de Sinear; e habitavan ibi.
3. E dicevan unos a los altros: Ece, nos faceremos bricas e las coceremos ben. E ilos usavan bricas in vice de petras e beton in vice de malta.
4. E dicevan: Ece, nos edificaremos una citate e una ture, cuja sumitate tocara los celos e faceremos pro nos uno nome a fin que non estaremos dispersatos supra la facia de la tera.
5. Alora descendeva lo Senior, pro vider la citate e la ture que los filios de los homines edificavan;
6. E diceva lo Senior: Ece que lo populo esta unito. e totos haven una mesma lingua; e si isto esta lo que ilos comencian a facer, alora non havera limites a toto lo que ilos faceran.
7. Ergo, descendemos, e confundemos ibi lor lingua, a fin que ilos non comprenden uno la lingua del altro.
8. Asi lo Senior los dispersava supra la superficie de tota la tera e ilos cesavan de edificar la citate.
9. E la ture se apelava Babel, perque ibi lo Senior confundeva la lingua de tota la tera, e de ibi lo Senior los dispersava supra la facia de tota la tera.